# دیویزوم

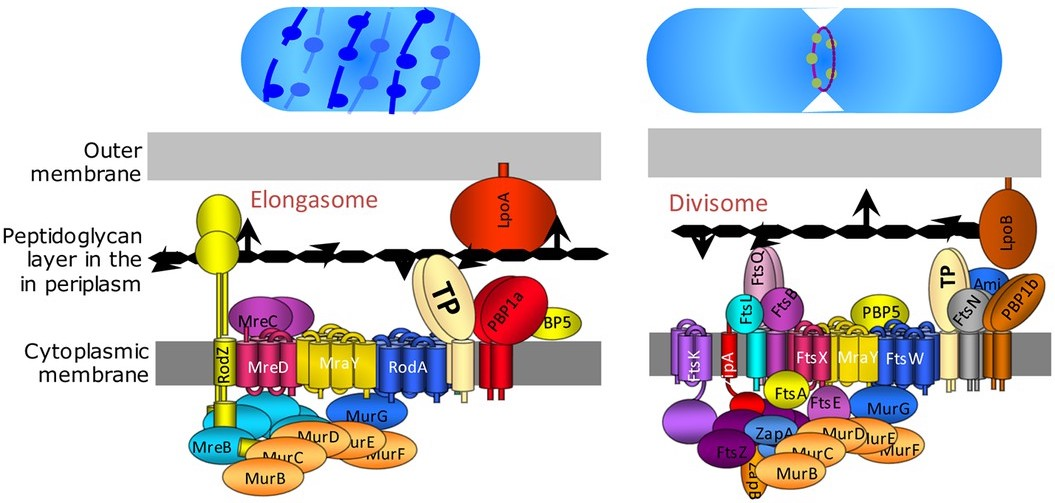
کمپلکس های دیویزوم و الانگوزوم، مسئول سنتز پپتیدوگلیکان در طول رشد طولی و جانبی باکتری و تقسیم آن هستند.

دیویزوم یک کمپلکس پروتئینی در باکتری ها است که مسئول تقسیم سلولی می باشد، فرایند انقباض غشاهای درونی و بیرونی در طول تقسیم و سنتز پپتیدوگلیکان (PG) در محل تقسیم. دیویزوم یک کمپلکس پروتئین-غشائی است که پروتئین هایی در دوطرف غشاء سیتوپلاسمی دارد. در باکتری های گرم منفی، این کمپلکس در غشاء درونی قرار گرفته است. کمپلکس دیویزوم در تمامی باکتری ها وجود دارد اما ترکیبات آن می تواند بین گونه های مختلف، متفاوت باشد.
الانگوزوم نسخه تغییر یافته دیویزوم است که حلقه انقباضی غشائی FtsZ و کمپلکس همراهش را ندارد. الانگوزوم تنها در باکتری های غیرکروی یافت می شود و پپتیدوگلیکان را به صورت جانبی در محور طولی سلول تزریق می کند و بنابراین موجب رشد استوانه ای (برخلاف رشد کروی در کوکسی ها) می شود.

## تاریخچه
برخی از ژن های تقسیم سلول اشرشیا کلی توسط تیم تحقیقاتی فرانسوی فرانکوئیس جیکوب در دهه 1960 کشف شد. آنها نام fts را به این ژن ها دادند زیرا جهش هایی در این ژن ها باعث ایجاد فنوتیپ رشته ای حساس به دما (Filamentous Temperature-Sensitive) می شد. در دمای کنترل نشده (معمولا 42 درجه سانتی گراد)، گونه های موتانت fts، بدون تقسیم به طویل شدن ادامه می دادند و رشته هایی با طول حدود 150 میکرومتر (برخلاف طول معمول 2 تا 3 میکرومتر در گونه وحشی) را تولید می کردند. سه پیشرفت بزرگ بعد از این کشف به وقوع پیوست که عبارت بودند از: کشف ژن ftsZ در سال 1980، درک محل قرارگیری پروتئین های FtsZ در صفحه تقسیم در سلول در حال تکثیر و در نهایت درک تشابه ساختاری پروتئین های FtsZ و توبولین‌ها و جد مشترک آنها در روابط تکاملی.

## ترکیبات
ترکیبات دقیق دیویزوم و الانگوزوم همچنان ناشناخته است، اما آنها کمپلکس های پروتئینی پویایی هستند که در طول تقسیم پروتئین های مختلفی را دریافت و آزاد می کنند. با اینحال، بیش از 20 پروتئین شناخته شده اند که عضوی از دیویزوم در E. coli هستند و همین تعداد پروتئین نیز برای باکتری های گرم مثبت (مانند باسیلوس سابتیلیس) شناخته شده است؛ با اینکه همه پروتئین ها در میان گونه های باکتریایی محافظت شده نیستند.
چندین ژن دیگر fts مانند ftsA, ftsW, ftsQ, ftsI, ftsL, ftsK, ftsN و ftsB یافت شده اند که در فرایند تقسیم سلول مهم بوده و در ارتباط با کمپلکس دیویزوم و حلقه FtsZ باشند. پروتئین FtsA مستقیما در سیتوپلاسم به FtsZ متصل می شود و FtsB و FtsL و FtsQ یک زیرمجموعه غشائی ضروری را می سازند. FtsK و FtsW پروتئین های بزرگتری با چندین دامین عرض غشائی هستند. FtsI همچنین به عنوان PBP3 شناخته شده که یک ترانس‌پپتیداز اختصاصی دیویزوم، موردنیاز برای سنتز سپتوم تقسیمی می‌باشد.

## همانندسازی DNA و تقسیم سلول
همانندسازی DNA در باکتری ها بسیار مرتبط با تقسیم سلولی است. برای مثال، مهار همانندسازی در باسیلوس سابتیلیس موجب کشیدگی سلول بدون تقسیم آن می شود. همانندسازی DNA در باکتری با اتصال DnaA (یک نوع ATPase) به منشا همانندسازی (oriC) در میانه ژنوم آغاز می شود. به نظر می رشد مونتاژ سیستم FtsZ با همانندسازی موفق DNA، از طریق MatP و ZapB که به گونه ای هماهنگی بین سیستم تقسیم و همانندسازی ژنوم را در طول جداسازی کروموزوم E.coli انجام می دهند، مرتبط است.

## مونتاژ و تجمع کمپلکس دیویزوم
فرایند دقیق مونتاژ دیویزوم کاملا مشخص نیست. این اتفاق با پروتئین های اولیه FtsZ و لنگر غشائی خود یعنی FtsA کلید می‌خورد و سپس پروتئین های ZipA به همراه EzrA و پروتئین های Zap (شامل ZapA, ZapB, ZapC, ZapD) که تشکیل حلقه FtsZ را القا می کنند، اضافه می شوند. اگرچه FtsA و مخصوصا FtsZ در میان باکتری های مختلف بسیار حفاظت شده است، پروتئین ZipA که لنگر غشائی دوم برای FtsZ است تنها در گاماپروتئوباکتری‌ها یافت می شود و پروتئین EzrA و پروتئین های Zap کمتر محافظت شده هستند و در برخی گونه ها حضور ندارند. پس از پروتئین های اولیه، زیرمجموعه FtsQLB و پس از آن FtsI (ترانس‌پپتیداز)، FtsW (ترانس‌گلیکوزیلاز) و FtsN اضافه می شوند. هر دو پروتئین FtsI و FtsW برای سنتز دیواره سپتال مورد نیاز هستند. FtsW به ترانس‌گلیکوزیلاز RodA (ترانس‌گلیکوزیلاز اختصاصی ازدیاد طولی) که یکی دیگر از پروتئین های دیویزوم است، مرتبط می باشد. به نظر می رسد که FtsN چندین عملکرد داشته باشد: موجب پایداری دیویزوم می شود (حداقل زمانیکه بیش از حد بیان شود)، به عنوان محرکی برای فرایند سیتوکینز عمل می کند (طی برهمکنش با FtsI و FtsW)، و به کمک اتصال مستقیم با FtsA، موجب خبرکردن کمپلکس FtsQLB می گردد. با اینحال، اگرچه FtsA و FtsQLB و FtsI و FtsW به طورگسترده ای محافظت شده اند، FtsN تنها به ارگانیسم های گرم منفی (مانند E. coli) محدود می شود و درنتیجه برای تقسیم ضرورت آنچنانی ندارد.

## دیویزوم میتوکندریایی (یوکاریوتی)
کمپلکس پروتئینی که تقسیم میتوکندری های یوکاریوت‌ها را پیش می برد، «دیویزوم میتوکندریایی» نامیده شده است. این کمپلکس از نظر مفهومی و عملکردی مانند سیستم تقسیم باکتریایی است اما اغلب، پروتئین های گوناگونی دارد. گرچه به نظر می رسد چندین نمونه تشابه وجود داشته باشد؛ مثلا در جلبک های قرمز Cyanidioschyzon merolae، یک پروتئین FtsZ میتوکندریایی، این اندامک را تا حدی منقبض می کند تا موجب اتصال و تجمع پروتئین های Dnm1 (همولوگ داینامین) روی سطح سیتوزولی حلقه تقسیم‌کننده میتوکندری (MDR) شود و سپس تقسیم دوتایی القا گردد. با اینحال، در بسیاری از یوکاریوت‌ها (مانند مخمرها و جانوران)، دیویزوم کاملا در غیاب حلقه انقباضی FtsZ عمل می کند.